# 旋花白粉菌
旋花白粉菌（学名：Erysiphe convolvuli）是属于白粉菌目白粉菌科白粉菌属的一种真菌，寄生在旋花科植物上。该种分布于中国、日本、西班牙、匈牙利、法国、波兰、罗马尼亚、葡萄牙、瑞典、德国等地。